# گربه‌ای به نام لئوپولد
گربه‌ای به نام لئوپولد (روسی: Кот Леопольд) یک پویانمایی روسی است که در سال ۱۹۷۵ میلادی در اتحاد جماهیر شوروی تولید، و تا سال ۱۹۸۷ میلادی پخش آن ادامه داشت.
این کارتون دربارهٔ یک گربهٔ خوش‌اخلاق، دوراندیش و محتاط به نام لئوپولد است که همیشه پاپیون آبی‌رنگ دارد، حتی هنگام شنا در آب. در تمامی قسمت‌های این کارتون، لئوپولد مشغول سر و کله زدن با دو موش ناقلا و شیطان است. یکی از موش‌ها رنگ خاکستری و دیگری رنگ سفید است.